# Thyrididae
Thyrididae là một họ bướm đêm thuộc bộ Lepidoptera. Liên họ Thyridoidea chỉ chứa họ này, đôi khi bao gồm họ Pyraloidea.
Hầu hết các loài trong họ này chủ yếu sống ở vùng nhiệt đới và cận nhiệt đới. Họ này gồm 4 phân họ, đặc điểm sinh học của chúng í được biết đến. Các mẫu bướm trong họ này hiếm gặp trong các bộ sưu tập ở bảo tàng.

## Hình ảnh

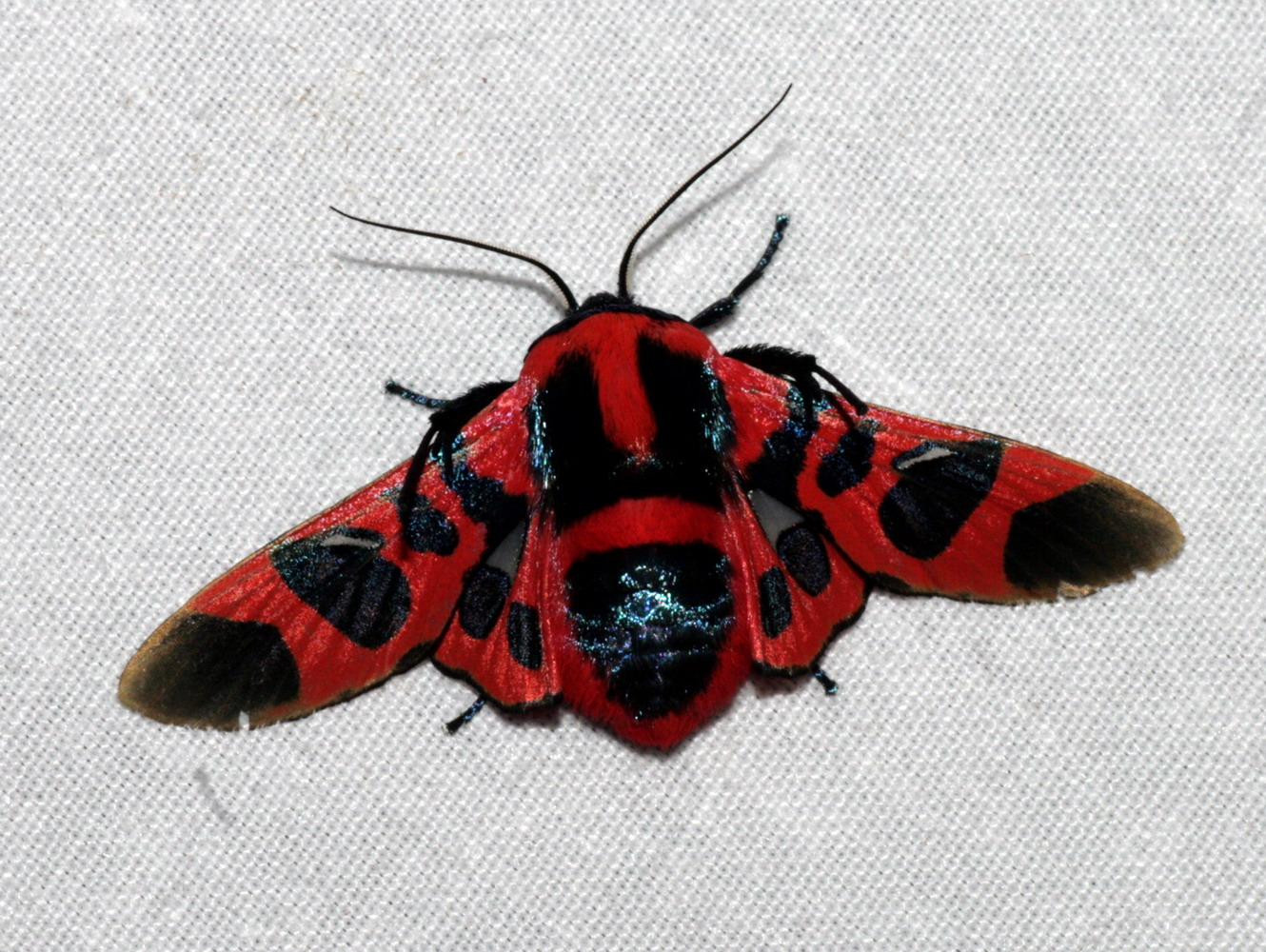
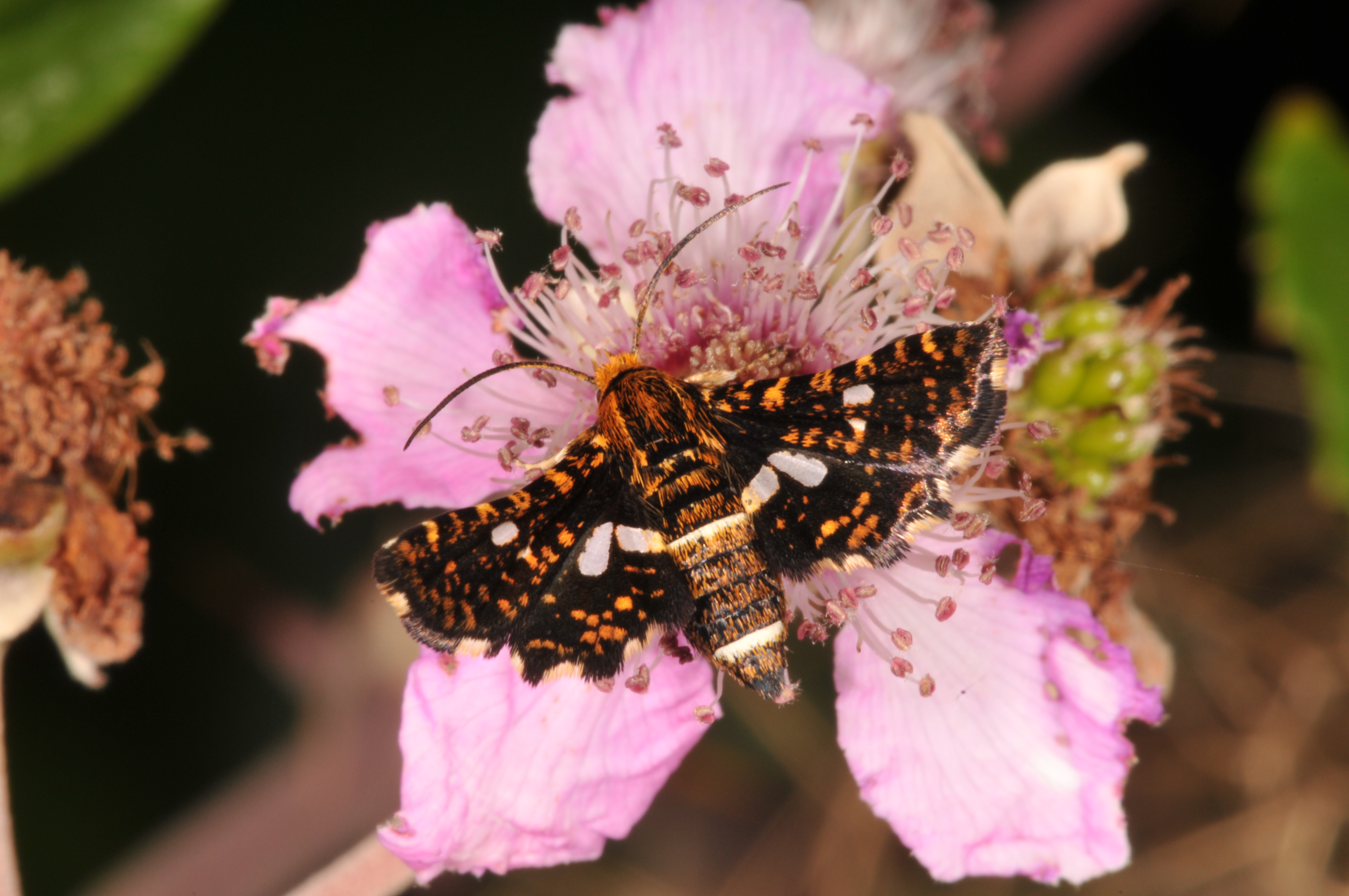
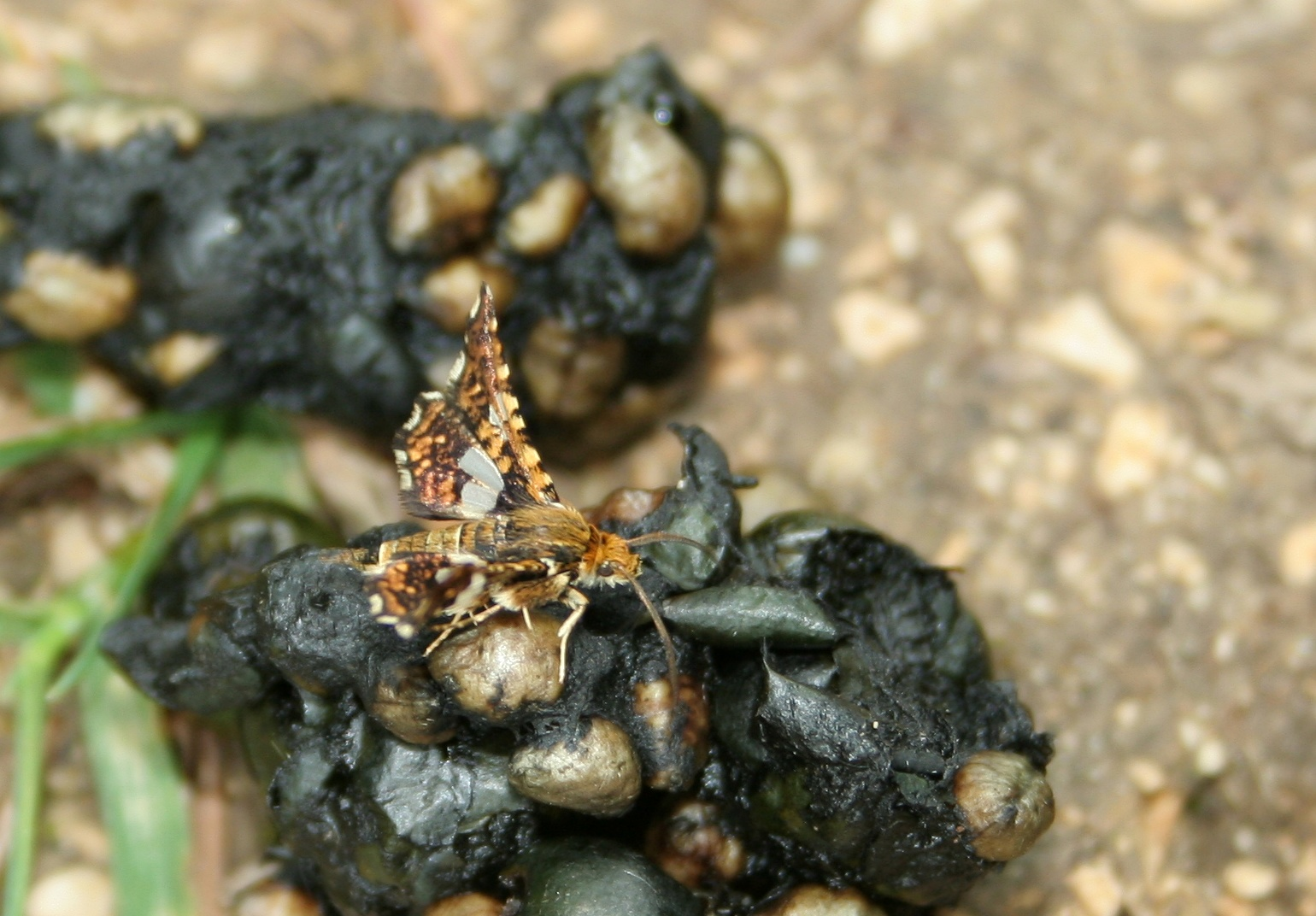
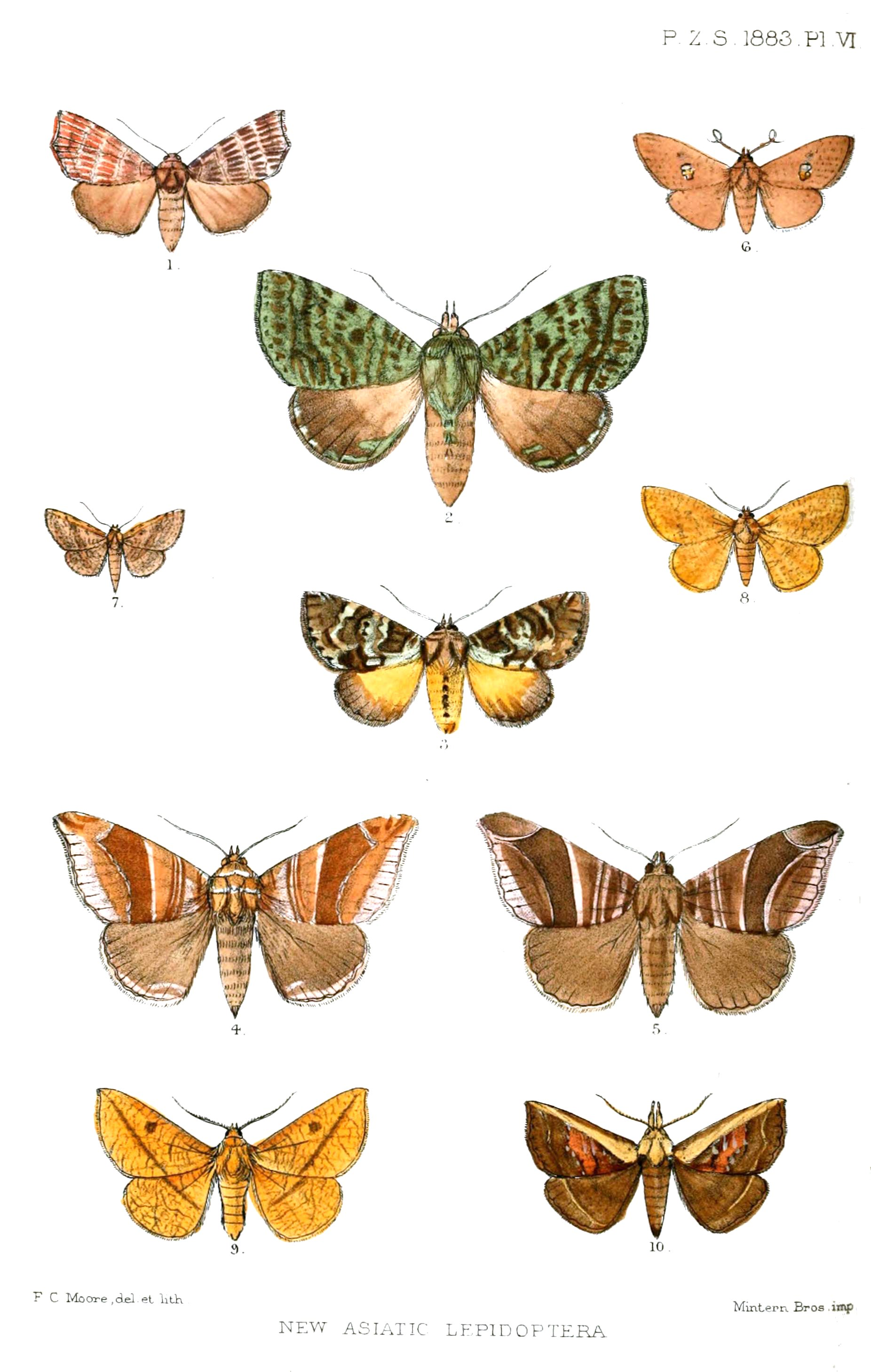